# Pristimantis royi
Pristimantis royi là một loài động vật lưỡng cư trong họ Strabomantidae, thuộc bộ Anura. Loài này được Morales mô tả khoa học đầu tiên năm 2007.